# Liste des seigneurs de Vergongheon
Les seigneurs de Vergongheon étaient, sous l'Ancien Régime, les seigneurs d'un fief situé à Vergongheon en Auvergne, aujourd'hui dans la Haute-Loire, à une dizaine de kilomètres au nord de Brioude.

## Blason
Le blason se lit de gueules fretté d'or, aux fleurs de lys de même dans la claire-voie.

Blason de la commune d'Auzon

## Maison d'Auzon

### Hugues I d'Auzon
Chevalier, fils d'Hugues d'Auzon, petit-fils de Bompar et d'Algrade.
Le 18 août 1220, il rend hommage à Robert d'Auvergne, évêque de Clermont pour son fief de Vergongheon.

### Hugues II d'Auzon
Hugues II d'Auzon est chevalier, seigneur de Vergongheon, co-seigneur de Lempdes ; il épouse Emphélise, d'où au moins deux fils :
- Étienne, qui lui succède ;
- Robert, qui, en 1314, fait un don au prieuré de Sainte-Florine.

### François II d'Auzon
Le dernier seigneur de Vergongheon de la maison d'Auzon est François, deuxième du nom, qui meurt le 20 juin 1630. Sa fille unique, Marguerite Félicité, apporte en 1638 la terre de Vergongheon par mariage à Maximilien de Montboissier-Beaufort-Canilhac, comte d'Aulteribe.